# Mehmed Handžić
Hadži Mehmed-efendija Handžić (16. prosince 1906 Sarajevo, Bosna a Hercegovina – 26. července, někdy uváděno i 29. července, 1944 Sarajevo, Nezávislý stát Chorvatsko) byl bosenskohercegovský islámský pedagog, publicista a překladatel bosňáckého původu.

## Životopis
V rodném městě dokončil mekteb, ruždii a Šarí‘atské gymnázium (maturitní zkoušku složil 1926). Po maturitě odešel za vzděláním do egyptské Káhiry, kde roku 1930 promoval na prestižní Univerzitě Al-Azhar. Po návratu do vlasti absolvoval povinnou vojenskou službu a v dubnu 1931 byl přijat za učitele a prefekta v Gazi Husrev-begově medrese. Začátkem roku 1937 se stal ředitelem a knihovníkem Gazi Husrev-begovy knihovny, od konce roku 1939 začal přednášet na sarajevské Vyšší šarí‘atsko-teologické škole předměty tlumočení Kurʼánu (tafsír) a filozofii šarí‘atského práva (uṣúl al-fiqh). Handžić patřil k ortodoxnímu křídlu islámských duchovních, kritizoval mimo jiné překládání Kurʼánu do národních jazyků (v Bosně a Hercegovině roku 1937 vyšly dva překlady), hájil zahalování muslimských žen a udržování tradiční islámské morálky.
Roku 1939 se stal předsedou sdružení islámských duchovních v Bosně a Hercegovině el-Hidaje a šéfredaktorem stejnojmenného periodika (č. 9–12 roč. 1936/37 a celý roč. 1937/38). Roku 1941 byl jedním ze signatářů tzv. Sarajevské rezoluce (14. srpna 1941), která kritizovala agresivní politiku Nezávislého státu Chorvatsko vůči Srbům a jež měla negativní dopady i na muslimskou komunitu.
Handžić zemřel 26. července 1944 po operaci dutiny břišní.

## Dílo
- Književni rad bosansko-hercegovačkih muslimana (Literární tvorba bosensko-hercegovských muslimů, Sarajevo 1933), původně v čsp. Glasnik Vrhovnog starješinstva islamske vjerske zajednice
- Ilmul-kelam: udžbenik islamske vjeronauke za VIII razred srednjih škola (ʿIlm al-Kalám: učebnice islámského náboženství pro 8. ročník středních škol, Sarajevo 1934), jako Ilmu-l-kelam (Sarajevo 2000)
- Muhammed alejhisselam: život i rad u najkraćim potezima (Muhammad ʿalajhi as-salám: život a dílo v nejkratších konturách, Sarajevo 1935, 1943, 1995)
- Gramatika arapskog jezika: za niže razrede medresa i srednjih škola. 1. Dio, Gramatika i vježbenica sa rječnikom (Mluvnice arabského jazyka: pro nižší ročníky medres a středních škol. 1. díl, Mluvnice a cvičebnice se slovníkem, Sarajevo 1936, 1981, 1984), autoři: Šaćir Sikirić, Muhamed Pašić, Mehmed Handžić
- Gramatika arapskog jezika: za niže razrede medresa i srednjih škola. 2. Dio, Sintaksa i čitanka sa rječnikom (Mluvnice arabského jazyka: pro nižší ročníky medres a středních škol. 2. díl, Skladba a čítanka se slovníkem, Sarajevo 1936), autoři: Šaćir Sikirić, Muhamed Pašić, Mehmed Handžić
- Uvod u tefsirsku i hadisku nauku (Úvod do vědy o tafsíru a hadísu, Sarajevo 1937, 1972)
- Mišljenja islamskih učenjaka koji su bili protiv mješovitih brakova (Názory islámských učenců kteří byli proti smíšeným manželstvím, Sarajevo 1938)
- Islamizacija Bosne i Hercegovine i porijeklo bosansko-hercegovačkih muslimana (Islamizace Bosny a Hercegoviny a původ bosensko-hercegovských muslimů, Sarajevo 1940, 1990, Tešnaj 1993)
- Zbirka izabranih dovâ: z Kur'ana i hadisa (Sbírka vybraných duʿāʾ: z Kurʼánu a hadísů, Sarajevo 1944, 1975, 1989, 2004)
- Islamska misao H. Mehmeda Handžića (Islámské myšlení hadži Mehmeda Handžiće, ed. Mahmud Traljić, Sarajevo 1994), výbor prací
- Izabrana djela Mehmeda Handžića (Vybrané spisy Muhameda Handžiće: Teme iz književne historije, Teme iz opće i kulturne historije, Islamske teme, Tefsirske i hadiske rasprave, Studije iz šerijatskog prava, Eseji, rasprave, članci, 6 sv., Sarajevo 1999)

překlad z turečtiny:
- Sabit, Alaeddin Ali [Alauddín Ali Sábit]: "Miradžijja" Sabita Užičanina. Sarajevo 1940. (Tomuto básníkovi věnoval svou disertaci Beiträge zur Biographie, Charakteristik und Interpretation des türkischen Dichters Sábit český orientalista a turkolog Jan Rypka)
- Pruščak, Hasan Kafi: Džennetske bašče o temeljima vjerovanja. Sarajevo 1979, 2000.